# Ernest Bizet
 (octobre 2024).
Pour les articles homonymes, voir Bizet (homonymie).
Ernest Bizet, né le 7 novembre 1875 à Mehun-sur-Yèvre et mort le 24 novembre 1933 à Saint-Cyr-l'École, est un ouvrier agricole, cheminot et homme politique français.

## Biographie
Ouvrier agricole, puis cheminot, il est responsable syndical dès 1903. Il est révoqué pour fait de grève en 1920. Conseiller municipal de Saint-Cyr-l’École de 1908 à 1912, puis maire de 1919 à 1933, il est député communiste de Seine-et-Oise de 1924 à 1928.

## Sources
- « Ernest Bizet », dans le Dictionnaire des parlementaires français (1889-1940), sous la direction de Jean Jolly, PUF, 1960 [détail de l’édition]